# R100

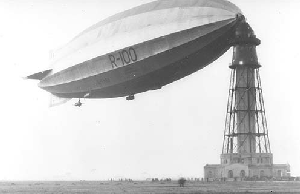
R100 в Монреале, 1930 г.

Британский жёсткий дирижабль R100 был более успешным из двух параллельных проектов — частного R100 и государственного R101, разрабатывавшихся в Великобритании.
R100 был сконструирован и построен дочерней компанией оборонной фирмы Vickers — Airship Guarantee Company, созданной исключительно ради этого проекта. Группу конструкторов возглавлял выдающийся авиационный инженер Барнс Уоллес. Кроме того, в неё входил Невилл Норвэй — позже известный как писатель Невилл Шют.